# Koordinační polymer

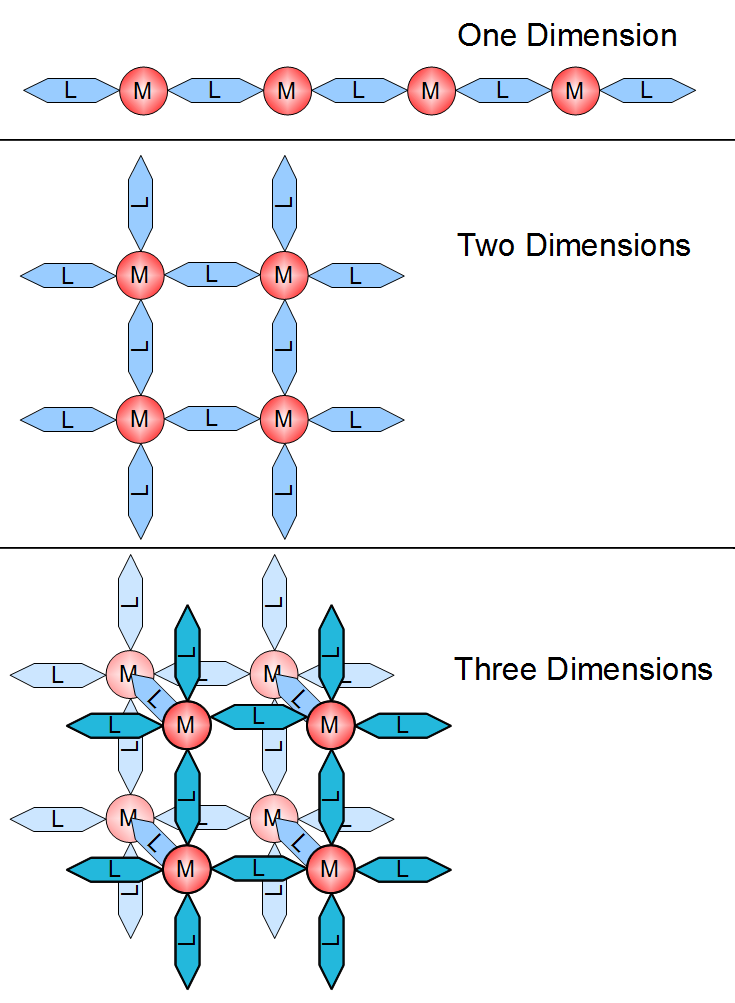
Obrázek 1 - příklady jedno-, dvou- a trojrozměrných koordinačních polymerů

Koordinační polymer je anorganický nebo organokovový polymer, který obsahuje kationty kovů propojené ligandy. Jinak řečeno se jedná o koordinační sloučeninu s opakujícími se koordinačními jednotkami.
Koordinační polymery mají mnoho potenciálních využití.
Koordinační polymery lze, na základě struktury a složení, dělit několika způsoby. Prvním z nich je dimenzionalita, kde struktury mohou být jedno-, dvoj- nebo trojrozměrné.

## Historie
Základ výzkumu koordinačních polymerů vytvořily práce Alfreda Wernera a jeho současníků. Mnoho významných látek je tak řazeno mezi koordinační polymery; například kyanidové komplexy berlínská modř a Hofmannovy klatráty.

## Příprava
Koordinační polymery se mohou připravit několika metodami, například kokrystalizací solí kovů s ligandy.

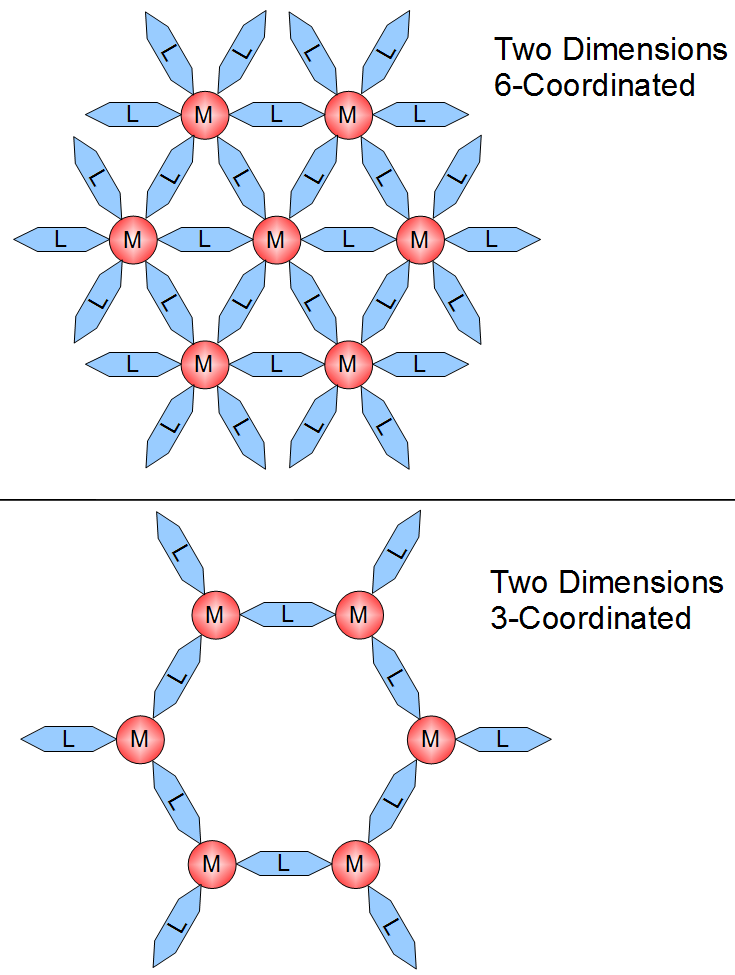
Obrázek 2 - rovinné geometrie 3-koordinované a 6-koordinované sloučeniny

### Vazby a mezimolekulové síly
Mezi síly, které ovlivňují vlastnosti koordinačních komplexů, patří van der Waalsovy síly, pí-pí interakce, vodíkové vazby a stabilizace polarizovaných vazeb pí. Tyto molekulové interakce jsou slabé a oproti kovalentním vazbám mají dlouhé rovnovážné vzdálenosti; například pí-pí interakce mezi molekulami benzenu vykazují energie přibližně 5–10 kJ/mol a délky 3,4–3,8 Å.

### Koordinace
Krystalová struktura a dimenzionalita koordinačních polymerů jsou určovány funkčními skupinami na ligandech a koordinační geometrií kovového centra. Dimenzionalitu obvykle řídí kov, na nějž se v některých případech váže až 16 funkčních skupin; v některých případech však hlavní vliv mají navázané skupiny, kde se může jedna skupina vázat na více atomů kovu, než kolik skupin se váže na jeden kov.
Nejvyšší zaznamenané koordinační číslo u koordinačního polymeru je 14, nejčastěji bývá mezi 2 a 10.
Příklady rovinných komplexů s různými koordinačními čísly jsou uvedeny na obrázku 2. Na obrázku 1 je jednorozměrná struktura 2-koordinovaná, dvourozměrná 4-koordinovaná je 6-koordinovaná.

## Kovová centra

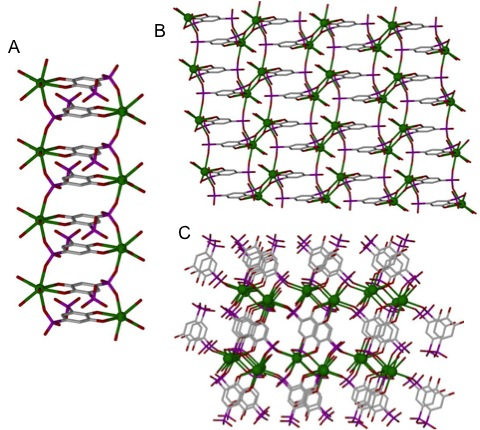
Obrázek 3. - tři koordinační polymery s různou dimenzionalitou; všechny obsahují stejný ligand (4,5-dihydroxybenzen-1,3-disulfonát (L)), ale kovové ionty jsou různé. Všechny prvky tvořící centra patří mezi kovy alkalických zemin a dimenzionalita se zvyšuje s rostoucí velikostí jejich kationtů a polarizovatelností. A. [Ca(L)(H_{2}O)_{4}]•H_{2}O B. [Sr(L)(H_{2}O)4]•H_{2}O C.[Ba(L)(H_{2}O)]•H_{2}O Kovy jsou ve všech případech znázorněny zelenou barvou.

Kovové ionty se vážou na dané počty ligandů a v daných úhlech. Počet ligandů navázaných na jeden atom kovu se nazývá koordinační číslo a, společně s úhly vazeb, určuje dimenzionalitu polymeru. Koordinační číslo a koordinační geometrie kovového centra jsou určovány nerovnoměrným rozdělením elektronové hustoty a koordinační čísla bývají větší i rozměrnějších kationtů. K předpovídání a vysvětlení koordinačních geometrií se používá několik postupů, jako jsou hybridizace orbitalů a teorie molekulových orbitalů, s využitím Schrödingerovy rovnice, toto předpovídání je ovšem obtížné, protože vlivy prostředí na rozdělení elektronové hustoty mohou být složité.

### Přechodné kovy
Přechodné kovy jsou jako centra v koordinačních polymerech časté. Částečně zaplněné orbitaly d, ať už v atomu nebo iontu, se, v závislosti na okolí, mohou hybridizovat různě. Elektronová struktura může umožňovat několik různých koordinačních geometrií, což nastává například u iontů mědi a zlata, které mají jako neutrální atomy plné orbitaly d ve vnějších slupkách.

### Lanthanoidy
Lanthanoidy mají velké atomy a koordinační čísla se pohybují od 7 do 14. Jejich koordinační prostředí se často špatně předvídají, což ztěžuje jejich využití.
Lanthanoidy často umožňují dodávat produktům luminescenční vlastnosti.

### Alkalické kovy a kovy alkalických zemin
Alkalické kovy a kovy alkalických zemin tvoří stálé kationty. Kationty alkalických kovů mívají stálé valenční slupky, což jim dává vlastnosti odlišné od lanthanoidů a přechodných kovů. Jsou silně ovlivňovány protiionty solí použitých při přípravě. Koordinační polymery na obrázku 3 obsahují kovy alkalických zemin. Dimenzionalita těchto struktur se zvyšuje s nárůstem poloměrů iontů těchto kovů (v řadě vápník - stroncium - baryum).

## Ligandy
Ve většině koordinačních polymerů ligandy (atomy nebo skupiny atomů) dodávají volné páry elektronů kationtům kovů a vytvářejí komplex založený na Lewisovské kyselosti a zásaditosti. Koordinační polymer vznikne, pokud může ligand vytvořit více koordinačních vazeb a fungovat jako můstek mezi různými kovovými centry. Ligandy vytvářející jednu koordinační vazbu se nazývají monodentátní, pokud nějaký může utvořit více takových vazeb, jež tak mohou vést ke koordinačnímu polymeru, jedná se o polydentátní ligand. Polydentátní ligandy mohou propojovat kovová centra a vytvářet „nekonečné“ řetězce. Jeden polydentátní ligand může být navázán i na více atomů kov; potom se jedná o chelataci. Monodentátní ligandy bývají také označovány jako koncové, protože nemají na sobě místo, kde by struktura mohla pokračovat. Koordinační polymery často obsahují kombinace poly- a monodentátních, můstkových, chelatujících a koncových ligandů.

### Složení
Součástmi ligandů mohou být téměř všechny atomy obsahující volné páry elektronů. K nejčastějším ligandům v koordinačních polymerech patří polypyridiny, fenantroliny, hydroxychinoliny a polylarboxyláty. Na vazebných místech se obvykle objevují atomy kyslíku a dusíku, může však jít i o jiné prvky, například síru a fosfor.
Ligandy a kationty se obvykle chovají podle předpokladů teorie HSAB. Větší a snáze polarizovatelné „měkké“ kovy tak reagují snadněji s lépe polarizovatelnými měkkými ligandy a malé a hůře polarizovatelné „tvrdé“ kovy se lépe koordinují s tvrdými ligandy.

### Strukturní orientace

1,2-bis(4-pyridyl)ethanový ligand se může vyskytovat v různých konformacích

Ligandy mohou být ohebné nebo tuhé. Tuhé ligandy nemohou rotovat kolem vazeb nebo změnit své struktury. Ohebné ligandy tyto možnosti mají a rozdíly v jejich konformacích zvětšují rozmanitost struktur. Existují koordinační polymery, které mají na stejném ligandu dvě koordinace na jedné struktuře nebo dvě oddělené struktury, které se od sebe liší pouze orientací ligandů.

### Délka ligandu
Délka ligandu může výrazně působit na možnost tvorby polymeru oproti nepolymerním (mono- či oligomerním) uspořádáním.

## Ostatní vlivy

### Protiionty
Kromě vlastností kovu a ligandů existuje i řada dalších faktorů ovlivňujících strukturu koordinačních polymerů. Většina kovových center je kladně nabitých a protiionty v jejich solích ovlivňují celkovou strukturu; například stříbrné soli, jako jsou dusičnan (AgNO3), tetrafluoroboritan (AgBF4), chloristan (AgClO4), hexafluorofosforečnan (AgPF6), hexafluorarseničnan (AgAsF6) a hexafluorantimoničnan stříbrný (AgSbF6) při krystalizaci se stejným ligandem vytvoří rozdílné struktury, jako je koordinační prostředí kovu i dimenzionalita celého polymeru.

### Krystalizační prostředí
Změny v prostředí, v němž polymer krystalizuje, mohou také změnit jeho strukturu. Vliv mívají zejména pH, intenzita světla a teplota.

### Hostující molekuly

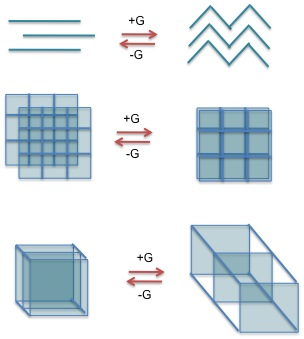
Přidáním či odstraněním hostujících molekul lze výrazně upravit strukturu koordinačního polymeru. Zde jsou zobrazeny změna lineárního řetězce na lomený (nahoře), 2D listů z nepřekrývajících se na překrývající (uprostřed) a oddálení krychlí od sebe (dole).

Koordinační polymery mají ve svých strukturách často prázdná místa, termodynamicky nevýhodná. Strukturu lze mnohdy stabilizovat přidáním hostujících molekul do těchto míst. Tyto molekuly nevytvářejí vazby s polymerem, ale mohou interagovat prostřednictvím mezimolekulových sil, jako jsou například vodíkové vazby. Hostující molekulou je nejčastěji rozpouštědlo, ze kterého koordinační polymer krystalizuje, může jít ovšem o jakoukoliv látku (soli, plyny jako jsou kyslík, dusík a oxid uhličitý).

## Využití
Koordinační polymer, jako jsou deriváty aminofenolů, se používají jako barviva. Komplexní barviva obsahující měď nebo chrom nacházejí využití v matných barvách. Tridentátní ligandová barviva jsou stabilnější než jejich bidentátní a monodentátní protějšky.
K průmyslově používaným koordinačním polymerům patří Hofmannovy sloučeniny, Ni(CN)4Ni(NH3)2. Krystalizují s malými aromatickými hostujícími molekulami (benzenem, xyleny), což se využívá při oddělování těchto uhlovodíků.

## Výzkum

### Luminescence
Luminescentní koordinační polymery zpravidla obsahují ligandy působící jako organické chromofory, které pohlcují světlo a vyzařují excitační energii. Koordinační polymery by mohly být díky svým emisním vlastnostem při zapojení hostujících molekul nejuniverzálnějšími zdroji luminescence. Luminescentní supramolekulární struktury by mohly být použity v optoelektronických zařízeních nebo jako fluorescenční senzory. Koordinační polymery často bývají, z hlediska tepla a rozpouštědel, stabilnější než čistě organické sloučeniny.
Ligandy fluoreskující bez přítomnosti kovů mohou mít fotoluminiscenci příslušných polymerů o několik řádů silnější než u volných ligandů. Lze je využít při vývoji světelných diod. Výrazný nárůst fluorescence je způsoben zvětšením asymetrie ligandu při koordinaci s kovem.

### Elektrická vodivost

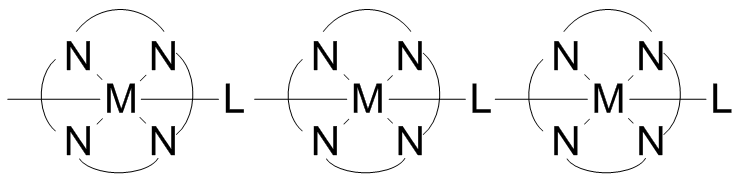
Struktura vodivých koordinačních polymerů; M = Fe, Ru, OS; L = oktaethylporfyrinato nebo ftalokyaninato; N je součástí pyrazinu nebo bipyridinu.

Koordinační polymery obsahují ve svých strukturách krátké anorganické a konjugované organické můstky, jež mohou vytvářet elektrickou vodivost. K vodivým koordinačním polymerům patří například vodivé organokovové sítě. Některé jednorozměrné koordinační polymery utvořené jako na obrázku výše mají měrné elektrické vodivosti mezi 1.10−6 a 2.10−1 S/cm. Jejich vodivost způsobují interakce mezi d orbitaly kovů a můstkovými ligandy. Některé tyto polymery se chovají jako polovodiče. Trojrozměrné polymery s listovitými strukturami obsahujícími stříbro jsou polovodivé při navázání kovových center do rovnoběžných poloh a při jejich přechodu do kolmého uspořádání se vodivost snižuje.

### Magnetismus
U koordinačních polymerů se vyskytují antiferromagnetismus, ferrimagnetismus i ferromagnetismus. K dosažení dostatečně silného magnetismu se používají malé můstkové ligandy, jako jsou oxo-, kyano- a azido-, které umožňují přiblížení atomů kovů na krátké vzdálenosti.

### Senzory
Koordinační komplexy často mění barvu při změně molekul rozpouštědla zabudovaných do struktury; tuto vlastnost má například komplex dvou kobaltnatých iontů navázaných na iont [Re6S8(CN)6]4−, obsahující molekuly vody koordinované na atomy kobaltu. Původně oranžový roztok se zbarví do růžova či zelena po nahrazení cody tetrahydrofuranem a do modra po přidání diethyletheru. Polymer tak může podle své barvy detekovat přítomnost různých rozpouštědel. Změny barvy po nahrazení molekul vody jinými ligandy jsou způsobeny změnou geometrie molekuly z oktaedrické na tetraedrickou.